# Komediální drama
Komediální drama (nebo též dramedie či ang. dramedy) je divadelní, filmový a televizní žánr, který kombinuje vážné a humorné situace.

## Příklady

### Divadlo
Mezi autory spojující dramatické a komediální prvky patří Anton Čechov, George Bernard Shaw a Henrik Ibsen.

### Film a televize
Mezi komediálně dramatické seriály patří
- Ally McBealová
- Angel
- Buffy, přemožitelka upírů
- Zoufalé manželky
- Dr. House
- M*A*S*H
- Perníkový táta

Mezi komediálně dramatické filmy patří
- Hana a její sestry (Hannah and Her Sisters, 1986)
- Forrest Gump (1994)